# Vernon Center, Minnesota
Vernon Center là một thành phố thuộc quận Blue Earth, tiểu bang Minnesota, Hoa Kỳ. Năm 2010, dân số của thành phố này là 332 người.

## Dân số
- Dân số năm 2000: 359 người.
- Dân số năm 2010: 332 người.